# Női 3 × 5 km-es sífutóváltó az 1956. évi téli olimpiai játékokon
Az 1956. évi téli olimpiai játékokon a sífutás női 3 × 5 km-es váltó versenyszámát február 1-jén rendezték a Snow Stadionban. Az aranyérmet a finn csapat nyerte meg. A versenyszámban nem vett részt magyar csapat.
Ez a versenyszám először szerepelt a téli olimpia programjában.

## Végeredmény
Az időeredmények másodpercben értendők.
| Helyezés | Csapat                                                                                               | Idő                       |
| -------- | --- | ------------------------- |
| Arany    | Finnország (FIN) · Sirkka Polkunen · Mirja Hietamies · Siiri Rantanen                                | 1:09,01 23:22 22:20 23:19 |
| Ezüst    | Szovjetunió (URS) · Ljubov Kozireva · Alevtyina Kolcsina · Ragyja Jerosina                           | 1:09,28 22:58 22:38 23:52 |
| Bronz    | Svédország (SWE) · Irma Johansson · Anna-Lisa Eriksson · Sonja Edström                               | 1:09,48 24:10 23:36 22:02 |
| 4.       | Norvégia (NOR) · Kjelfrid Brusveen · Gina Regland-Sigstad · Rakel Wahl                               | 1:10,50 23:42 24:03 23:05 |
| 5.       | Lengyelország (POL) · Maria Gąsienica Bukowa-Kowalska · Józefa Czerniawska-Pęksa · Zofia Krzeptowska | 1:13,20 24:30 24:10 24:40 |
| 6.       | Csehszlovákia (TCH) · Eva Paulusová-Benešová · Libuše Patočková · Eva Lauermanová                    | 1:14,19 26:23 24:05 23:51 |
| 7.       | Egyesült Német Csapat (EUA) · Elfriede Spiegelhauer-Uhlig · Else Amann · Sonnhilde Hausschild-Kallus | 1:15,33 25:11             |
| 8.       | Olaszország (ITA) · Fides Romanin · Rita Bottero · Ildegarda Taffra                                  | 1:16,11 25:44 25:23 25:04 |
| 9.       | Jugoszlávia (YUG) · Amalija Belaj · Biserka Vodenlič · Nada Birko-Kustec                             | 1:18,54 26:38 26:39 25:37 |